# Lyons River (Arthur River)
Der Lyons River ist ein Fluss im Nordwesten des australischen Bundesstaates Tasmanien.

## Geografie

### Flusslauf
Der fast 30 Kilometer lange Lyons River entspringt zwei Kilometer westlich der Grenze des Savage-River-Nationalparks und fließt nach Norden durch unbesiedeltes Gebiet. Am Westende der Campbell Range mündet er in den Arthur River.

### Nebenflüsse mit Mündungshöhen
Der Fluss hat folgende Nebenflüsse:
- Eastons Creek – 174 m